# Сонгайло, Антоний Николаевич
Антоний Николаевич Сонгайло (лит. Antonius Songaila, 3 июля 1867 — не ранее 1939) — ксёндз, депутат Государственной думы I созыва от Гродненской губернии.

## Биография
Литовец, католик. Родился в мещанской семье. Выпускник Виленской римско-католической семинарии. Был ксёндзом в городе Пружаны. Служил деканом Пружанского уезда Гродненской губернии, законоучителем в пружанских городских и приходских училищах.
14 апреля 1906 избран в Государственную думу I созыва от съезда землевладельцев Гродненской губернии. Кандидат польского блока, был поддержан евреями и православными. Один из выборщиков-крестьян А. М. Санцевич вспоминал: 

Мне крестьяне заявили, что один из ксёндзов очень хороший для крестьян и панов всегда с амвона совестит и до того с панами в контрах, что и калиткой той не пойдет, через которую пан ходит; он хотя и не фанатик, но больше католиков обстаивает. Выслушав объявление председателя о получении 57 голосов, ксёндз Сонгайло быстро вылетел из-за ящика и на ходу у перил произнёс, что кому Богом суждено, того Бог и выбрал.
В Думе вошёл в группу Западных окраин. Поставил свою подпись под законопроектом «О гражданском равенстве». Участвовал в дискуссиях по аграрному вопросу, о Белостокском погроме, о правительственном сообщении по аграрному вопросу. Настаивал на том, что аграрный вопрос должен быть решён «сообразно местным условиям», внёс поправку, что принудительное отчуждение земли может быть осуществлено только «в случае необходимости».
Дальнейшая судьба и дата смерти неизвестны.